# Selchower Flutgraben
Der Selchower Flutgraben ist ein Meliorationsgraben und linker Zufluss der Dahme in Brandenburg. Er dient zur Ableitung von überschüssigem Niederschlagswasser des Flughafens Berlin Brandenburg, wenn die Becken auf dem Flughafengelände, sowie das Regenrückhaltebecken in Rotberg gefüllt sind.

## Verlauf
Der Selchower Flutgraben beginnt südlich der südlichen Landebahn des Flughafens Berlin Brandenburg und verläuft zunächst rund 660 m in südöstlicher Richtung, bevor er in einen namenlosen See fließt. Von dort verläuft er rund 1110 m weiter in südöstlicher Richtung. Dort fließt von Südwesten kommend der Rotberger Flutgraben zu. Der Selchower Flutgraben unterquert die Bundesautobahn 113, führt südlich an Waltersdorf vorbei durch den nördlichen Teil des Wüstemarker Forstes und durchfließt auf einer Strecke von rund drei Kilometern das Naturschutzgebiet Flutgrabenaue Waltersdorf in Richtung Siedlung Eichberg, ein Gemeindeteil Schulzendorfs. Vor der Wohnbebauung zweigt der Flutgraben nach Südosten ab und verläuft rund 1350 m entlang der Bebauung in Richtung Volkspark. Südlich des Saarlandplatzes fließen von Nordosten der Triftgraben und wenige Meter später von Westen der Elbegraben zu. Im folgenden Verlauf fließt der Selchower Flutgraben für wenige hundert Meter in südsüdöstlicher Richtung und unterquert in Zeuthen die Bahnstrecke Berlin–Görlitz. Wenige Meter weiter östlich entwässert der Plumpengraben in den Selchower Flutgraben, der fortan in südlicher Richtung entlang einer Kleingartenanlage verläuft, die Goethestraße unterquert und in östlicher Richtung am Siegertplatz schließlich in den Zeuthener See mündet.